# Maria Hilfe der Christen (Wietze)

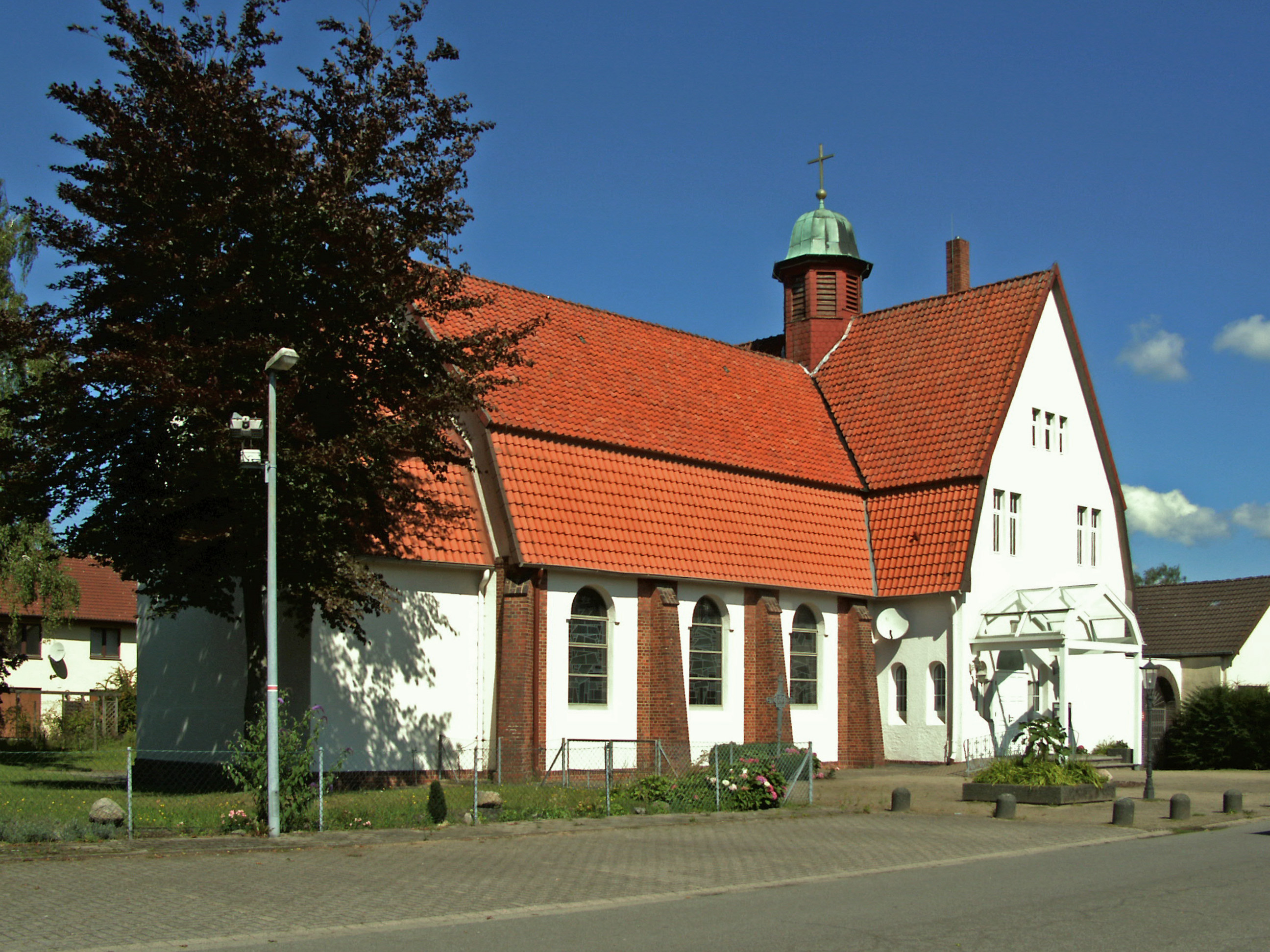
Kirche

Maria Hilfe der Christen ist die katholische Kirche in Wietze, einer Gemeinde im Landkreis Celle in Niedersachsen. Die nach dem Marientitel Maria, Hilfe der Christen benannte Kirche befindet sich in der Kirchstraße 4 und ist nach St. Ludwig in Celle die zweitälteste Kirche im Dekanat Celle. Die Kirche gehört zur Pfarrgemeinde Hl. Schutzengel mit Sitz in Hambühren im Bistum Hildesheim.

## Geschichte
Um 1900 stieg in Wietze die Erdölförderung sprunghaft an, infolgedessen zogen auch katholische Arbeiter in das seit der Reformation evangelische Wietze. Im Herbst 1904 begann Klemens Wilke, Kaplan an St. Ludwig in Celle, seine Tätigkeit in Wietze, zunächst mit einer Versammlung auf Gut Wieckenberg. Etwa 1908 begann der Bau der Kirche Maria Hilfe der Christen, am 9. Oktober 1910 wurde sie durch Bischof Adolf Bertram geweiht. 1919 bekam die Kirche mit Pastor Friedrich Surkemper ihren ersten ortsansässigen Priester, zuvor wurde sie von Geistlichen aus St. Ludwig betreut. Am 1. August 1956 wurde aus der zuvor zur Pfarrei Celle gehörenden Kuratie Wietze eine selbstständige Kirchengemeinde. Das Einzugsgebiet der neuen Kirchengemeinde reichte bis nach Grethem, Meißendorf, Nienhagen, Schwarmstedt, Suderbruch, Walle und Winsen.
1971 bekam die Kirchengemeinde Wietze mit Hl. Kreuz eine Filialkirche im etwa acht Kilometer entfernten Winsen, die 1984/85 an die Pfarrgemeinde Hl. Schutzengel in Hambühren abgegeben wurde.
Seit dem 1. November 2006 gehört die Kirche Maria Hilfe der Christen zur Pfarrgemeinde Hl. Schutzengel in Hambühren; die Pfarrgemeinde Maria Hilfe der Christen, zu der damals etwa 640 Katholiken gehörten, wurde in diesem Zusammenhang aufgehoben.

## Architektur und Ausstattung
Die Kirche verfügt über einen Turm in Form eines Dachreiters auf dem an der Hauptstraße gelegenen Pfarrhaus, südlich daran angebaut ist das Kirchenschiff. In dieser Bauform entstanden gegen Anfang des 20. Jahrhunderts auch andere Kirchen wie zum Beispiel Herz Jesu (Eilsleben), St. Marien (Loburg), St. Josef (Löderburg) und St. Paulus (Unterlüß). An der Rückwand des Altarraums befindet sich eine Kreuzigungsgruppe, darunter der Tabernakel. Links und rechts vom Altarraum befinden sich Statuen der heiligen Maria und Josef von Nazaret.